# معبد مالاتستایی

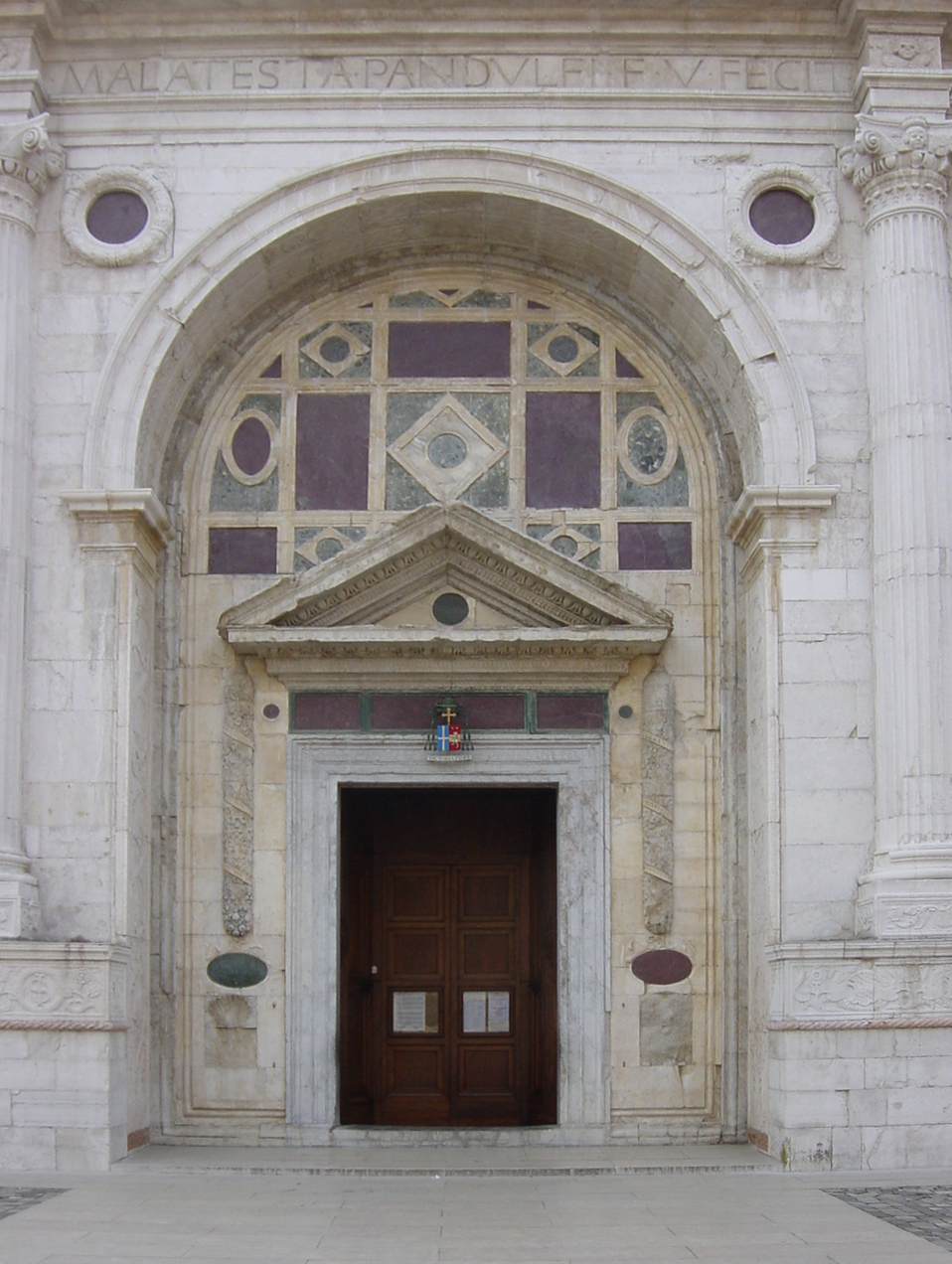
ورودی اصلی معبد مالاتستایی.

معبد مالاتستایی (به ایتالیایی: Tempio Malatestiano) نام کلیسای جامع شهر ریمینی در ایتالیا است.
این معبد که رسماً سان فرانچسکو نام دارد در رواج همگانی معبد مالاتستایی نامیده می‌شود زیرا سیگیسموندو پاندولفو مالاتستا سفارش ساخت آن را در حدود سال ۱۴۵۰ به نظریه‌پرداز معروف رنسانس، لئون باتیستا آلبرتی داد.
نمای ساختمان کلیسای مزبور شکل و فرم جالبی دارد و آن بعلت شکستن تقارن در بخش فوقانی یا سنتوری بالای آن است .
چون با ایجاد یک شکاف و مرتفع کردن یکی از طرفین سنتوری فرم خاصی در آن در نظر گرفته شده‌است و در قسمت پایینی هم یادآور نمای تاق نصرت‌های رومی است.